# کلوین فاولر
کلوین فاولر (انگلیسی: Calvin Fowler; ۱۱ فوریهٔ ۱۹۴۰ – ۵ مارس ۲۰۱۳) بازیکن بسکتبال اهل ایالات متحده آمریکا بود.
وی در مسابقات کشوری و بین‌المللی در مجموع برندهٔ ۲ مدال طلا شده‌است.